# Oláh Gábor utcai stadion
Oláh Gábor utcai stadion drugi pod względem wielkości stadion Debreczyna na Węgrzech po stadionie Nagyerdei, który był miejscem wielu meczów pierwszej ligi piłki nożnej. Położony jest na terenie Debreceni Sportcentrum (Debreczyńskiego Centrum Sportowego) zarządzanego przez Kiemelkedően Közhasznú Nonprofit Kft., gdzie znajduje się główne i treningowe boisko trawiaste, boisko o nawierzchni żużlowej i cztery małe boiska o nawierzchni bitumicznej. W latach 1993–2014 był stadionem domowym zespołu Debreceni VSC. 

## Dojazd do stadionu
- Tramwajem nr 1 z dworca kolejowego Debrecen Nagyállomás:
  - wysiadając na 9 przystanku, należy iść obwodnicą Nagyerdei körút
  - wysiadając na 10 przystanku (obok krytej pływalni Aquaticum), należy iść ulicą Oláh Gábor utca
- Samochodem:
  - przyjeżdżając drogą krajową nr 4 lub nr 33, należy trzymać się linii tramwajowej wzdłuż obwodnicy Nagyerdei körút
  - przyjeżdżając autostradą M3, należy zjechać na autostradę M35 na węźle Debrecen/Hajdúböszörmény i jechać w stronę Debrecen-Józsa. Na zjeździe 37 należy skręcić na drogę krajową nr 354 i następnie na skrzyżowaniu z drogą nr 35 skręcić w lewo w stronę miasta. Na czwartych światła skręcić w lewo w ulicę Doberdó, a stąd do końca prosto wzdłuż ulicy Dóczy József utca do placu Egyetem tér z rondem (przy którym stoi dziesięciopiętrowy budynek szkoły muzycznej Liszt Ferenc Zeneművészeti Főiskola), które przejeżdżamy na wprost i dojeżdżając do linii tramwajowej skręcamy w prawo na obwodnicę Nagyerdei körút. Stąd droga wiedzie już prosto do stadionu.

## Mecze reprezentacji Węgier na stadionie
| Data             | Rodzaj     | Przeciwnik | Wynik | Ilość widzów |
| ---------------- | ---------- | ---------- | ----- | ------------ |
| 29 marca 2000    | Towarzyski | Polska     | 0-0   | 7.000        |
| 17 kwietnia 2002 | Towarzyski | Białoruś   | 2-5   | 4.000        |